# همیلتون هیوم
همیلتون هیوم (Hamilton Hume) (زادهٔ ۱۹ ژوئن ۱۷۹۷ -درگذشتهٔ ۱۹ آوریل ۱۸۷۳)،‏ اولین کاشف ایالت‌های استرالیای کنونی از جمله نیو ساوت ولز و ویکتوریا بود. در سال ۱۸۲۴، هیوم به همراه ویلیام هاول، در قالب یک هیئت اعزامی به سفری اکتشافی رفت که مسیر خشکی (زمینی) از سیدنی به پورت فیلیپ (نزدیک ملبورن) را طی کردند. او به همراه استوارت از اولین اروپایی‌هایی بودند که در سفر اکتشافی خود در سال ۱۸۲۸، رودخانه دارلینگ را کشف کردند.

## پس‌زمینه
هیوم در ۱۹ ژوئن ۱۷۹۷ در سون هیلز، در مجاورت پاراماتا، سکونتگاهی نزدیک (اکنون حومه) سیدنی به دنیا آمد. او پسر ارشد اندرو همیلتون هیوم و همسرش الیزابت (نی کِنِدی) بود. اندرو هیوم به سمت کمیساریای کل ایالت نیو ساوت ولز منصوب شد و در سال ۱۷۹۷ در مستعمره نیو ساوت ولز حضور یافت. همیلتون هیوم تحت تعلیم مادرش قرار گرفت.

## حرفهٔ کاوشگری

### اولین کشف
هنگامی که هیوم تنها ۱۷ سال داشت، به همراه برادر کوچکترش جان و یک پسر بومی در جنوب غربی بریما شروع به کاوش در فراسوی سیدنی کرد.
در سال ۱۸۲۲، او به همراه الکساندر بری سفری به سواحل جنوبی نیو ساوت ولز داشت. او تا جنوبِ رودخانه کلاید پیش رفت و به نواحی داخلی کشور تا بریدوود رسید. بری در شول هون مستقر شد و در ژوئن ۱۸۲۲ هیوم و گروهی از مجرمان را ترک کرد تا کانالی را به طول ۲۰۹ یارد بین رودخانه شول هون و رودخانه کرک هون، حفر کند تا راه عبور قایق‌ها به شول هون را هموار کند. این کانال اولین کانال قابل کشتی‌رانی استرالیا بود که ۱۲ روزه تکمیل شد.

### سفر اکتشافی هیون و هاول
در سال ۱۸۲۴، فرماندار «بریزبن» نظر به اینکه سفری به خلیج اسپنسر داشته باشد، هیوم را ملاقات کرد. بریزبن در این هنگام با ویلیام هاول در ارتباط با همین موضوع در تماس بود، اما دقیقاً مشخص نیست که کدام یک از این دو اولین نفری بودند که وی به آنها نزدیک شد. با این حال، بودجه دولت برای این سفر اکتشافی فراهم نشد، به‌طوری که آن دو در نهایت تصمیم گرفتند با هزینه شخصی خود سفر کنند، به جز مابقی تجهیزات مانند تعدادی زین، اسلحه، لباس و پتو که از فروشگاه‌های دولتی تهیه شده بود.
آنها بعد از چهار روز، به کشور صعب‌العبور گولبرن رسیدند. آنها سه روز تلاش کردند تا از رشته کوه بزرگ جداکننده (Great Dividing Range) که در کوه Mt Disappointment واقع شده بود، عبور کنند اما ناکام ماندند. هیوم مسیر حرکت را به سمت غرب تغییر داد و سپس در ۱۲ دسامبر به زمین پستی درشهر برادفورد، رسیدند و در آنجا اردو زدند.
آنها در ۱۸ دسامبر به نیو ساوت ولز بازگشتند. هیوم ترجیح داد برای دوری از کشور کوهستانی و در همان حال صرفه‌جویی در زمان، بیشتر به غرب سفر کند. در ۱۶ ژانویه ۱۸۲۵، درست زمانی که آرد شان تمام شد، به ارابه‌های رها شده بود، دست یافتند و دو روز بعد به ایستگاه هیوم درگانینگ رسیدند.
هیوم و هاول هر کدام ۱۲۰۰ هکتار زمین به عنوان کمک مالی دریافت کردند، پاداشی کم ارزش در مقابل سفر اکتشافی بسیار مهم که تمامی پاداش صرف هزینه‌های همان سفر شد. این سفر اکتشافی اولین سفری بود که مسیر زمینی از جنوب نیو ساوت ولز به پورت فیلیپ (سواحل ملبورن) را کشف کرد.

### کوه‌های آبی و دره لیگو
در سال ۱۸۲۷، هیوم با همراهی «ستوان جورج ام‌سی بوون» که در آن زمان دستیار نقشه‌بردار بود، بخش غربی کوه‌های آبی را کشف کرد - در اطراف منطقه‌ای که به نام فرماندار رالف دارلینگ، گذرگاه دارلینگ نامیده شد- و سه گذرگاه را از میان پرتگاه غربی پیدا کرد که مسیر ان از مسیر پرشیب کوه یورک دور بود. در این دوره، او دره لیتگو را به اسم، ویلیام لیگو که حساب‌رس کل وقت ایالت «نیو ساوت ولز»، نام‌گذاری کرد.

### کاوش رودخانه دارلینگ
در نوامبر ۱۸۲۸، هیوم با چارلز استوارت به غرب نیو ساوت ولز سفر کرد، جاییکه رودخانه دارلینگ، طولانی‌ترین انشعاب رودخانه موری، را پیدا کردند. هیوم توانست با برخی از بومیان که در اوایل سفر با آنها آشنا شده بودند، ارتباط برقرار کند. آنها وظیفه راهنمایی مسیر را پذیرفتند، بعدها، زمانی که بومیان آنها را ترک کردند، استورت از توانایی هیوم در ردیابی حیوانات سرگردانشان قدردانی کرد. به سبب وجود خشکسالی در منطقه، یافتن آب، تلاش مداوم می‌طلبید، و این خوی طبیعت گردی هیوم بود که گروه را نجات داد. استورت دوست داشت هیوم را در دومین سفر خود که در پایان سال ۱۸۲۹ آغاز کرد، همراه خود ببرد، اما هیوم در فصل برداشت محصول بود و نمی‌توانست برای سفر آماده شود. هیوم کار خود را به عنوان یک کاوشگر به پایان رسانده بود و روزهای باقی مانده عمرش را به عنوان یک دامدار موفق سپری کرد.

## اواخر زندگی
هیوم درتاریخ ۸ نوامبر ۱۸۲۵ با الیزابت دیت در کلیسای سنت فیلیپ در سیدنی ازدواج کرد. آنها بچه‌دار نشدند.
هیوم تا زمان مرگش در ۱۹ آوریل ۱۸۷۳ در اقامتگاهش، کلبه کوما به عنوان قاضی در یاس خدمت کرد. یک کالسکه دو نفره که زمانی به هیوم تعلق داشت و در یاس استفاده می‌کرد، در مجموعه موزه ملی استرالیا در کانبرا قرار گرفت.